# Свети Атанасий (Долна Нушка)
Вижте пояснителната страница за други значения на Свети Атанасий.
„Свети Атанасий“ или „Свети Атанас“ (на гръцки: Ιερός Ναός Αγίου Αθανασίου) е възрожденска църква в зъхненското село Долна Нушка (Дафнуди), Гърция, част от Зъхненската и Неврокопска епархия.
Църквата е гробищен храм, изграден в северната част на селото. Построена е в 1835 година върху развалините на по-стара църква. Представлява внушителен храм с изящни стенописи.